# Ashley Smith
Ashley Smith (California, 26 de outubro de 1990) é uma modelo estadunidense. Em 2013 fez uma participação no clipe da música Up In The Air, carro-chefe do álbum Love Lust Faith + Dreams da banda Thirty Seconds to Mars.

## Carreira
Ashley nasceu na California mas foi levada ainda quando criança ao Texas, onde viveu até completar seu ensino médio. Foi quando escolheu entre continuar a trabalhar numa mercearia ou investir numa carreira de modelo (uma escolha de risco tanto para Ashley, quanto para seus managers, já que sua altura era baixa em comparação as das outras modelos de passarela). Ashley enfim viajou até Nova York, onde foi disputada por três agências diferentes.
No início de sua carreira era frequentemente taxada de "a próxima Lara Stone", uma supermodelo que possuia certa semelhança com Smith, principalmente por seus dentes separados, característica marcante presente em ambas. Com o passar dos anos Ashley mostrou seu diferencial para o mundo da moda. Seu estilo é classicado pela própria como uma transição entre femme fatale e scool girl. Já trabalhou para a Chanel, Prada, Balenciaga e outras marcas famosas. 
Em fevereiro de 2015, ela foi anunciada como "rookie" na Sports Illustrated Swimsuit Issue.